# 權渡衡
權渡衡（1991年9月6日—），普遍称為Do Kwon ，是韩国前商人和软件工程师，Terraform Labs的联合创始人兼首席执行官。该公司的稳定币TerraUSD和加密货币Luna于 2022年5月崩盘，一周内蒸發了近 450 亿美元的市值，并导致更大的加密货币市场损失数千亿美元。   
他因其在崩盤事件中所扮演的角色而面临法律和社会压力。 韩国、新加坡和美国等司法管辖区的公民正在对他采取法律行动。     2023年3月23日，他在试图使用伪造文件前往迪拜时在黑山被捕。被捕后，他遭美国联邦大陪审团指控犯有八项罪名，包括证券欺诈、商品欺诈、电信欺诈和共谋。 2024年12月，经过多起法庭诉讼后，他被勒令驱逐回美国。

## 背景
權渡衡于 1991年9月6日出生于韩国首尔，就读于大元外國語高等學校，2015年获得斯坦福大学计算机科学学士学位。  
2015年毕业后，他曾短暂担任微软和苹果的软件工程师。 
2016年1月，权返回韩国发展并创立了自己的初创公司 Anyfi。 后来发现，他担任首席执行官的同一家公司在初始阶段曾获得价值约 60 万美元的政府资助，但这笔资金是通过该公司一位联合创始人的父母经营的一家韩国孵化器公司批准的。此外，韩国中小企业和创业部的内部调查显示，该公司在初步评估报告中获得了不及格的评级，并发现了五项不当使用人事费用的指控，尽管据报道该部已追回了这笔款项。    
2018年1月，權与企业家 Daniel Shin共同创立了 Terraform Labs Pte. Ltd.。   同年，Terraform Labs 发布了一款名为 Luna 的加密货币。  Terraform 于 2020年开始销售其稳定币 TerraUSD (UST)。   UST 稳定币使用与 Luna 供应量挂钩的算法来维持 1 美元左右的价值，不同於与现金挂钩的其他货币。  Luna 的价值最终在 2022年4月达到 116 美元以上。 
在 Terraform Labs 任职期间，他参与了多个区块链项目，包括 Mirror、Prism、Astroport 和 Anchor。  Mirror 代币（称为 MIR）在与 Terra 相关的去中心化金融平台上运行。  
继 2022年5月Luna 和 TerraUSD 崩盘后，Terraform Labs 于 2022年6月开始交易一种名为 Luna 2.0 的新加密货币。 然而，Luna 2.0（目前在交易平台上称为 LUNA）的发布遭到了投资者的批评。 由于此次崩盘，TerraUSD 和 Luna 现在分别被称为 TerraClassicUSD 和 LUNC。 

## 法律问题和逮捕
美国证券交易委员会於 2022年6月开始对 Terraform Labs 展开调查，以釐清 TerraUSD 稳定币的营销是否违反了联邦证券和投资产品法规。   尽管其总部設于新加坡， TerraUSD 仍受美国证券交易委员会的监管，因为美国人购买该代币是为了资助企业或寻求利润。  2023年2月，美国证券交易委员会指控權和 Terraform Labs 犯有欺诈罪。 
2022年5月17日，韩国国会议员和政府当局呼吁就 Terraform Labs 及其创始人举行议会听证会，因缺乏监管框架是导致对所发生事件的调查受阻的主要原因。   
2022年5月18日，在韩国国家税务局牵头的调查后，Terraform Labs 创始人被要求缴纳约 1 亿美元的额外税款。 然而，两位创始人拒绝付款，理由是子公司 Terraform Labs Pte。 Ltd.（新加坡）和 Terraform Labs Virgin Islands 不是韩国实体。 无论如何，国家税务局声称，由于“创始人在韩国正式居住期间做出了实际的管理决策”，子公司之间的资金转移以及每个实体所获得的利润都受韩国的司法管辖。   
在美国证券交易委员会对 TerraUSD 进行调查之前，該会于 2021年向 Terraform Labs 和權发出了传票，具体涉及 Terraform Labs 的“镜像协议”，该协议提供虚拟“镜像”上市股票的金融衍生品。 权回应称，他不会遵从要求，而是将起诉美国证券交易委员会。 根据权向韩国最高法院登记处提交的文件，权于 2022年4月30日申请解散该公司韩国实体，并于 2022年5月4日获得批准。      
从 2022年5月9日开始，Terraform Labs 成为头条新闻，因为UST开始脱离与美元的挂钩。 在接下来的一周内，UST 的价格暴跌至 10 美分，而 Luna 则从 119.51 美元的历史高点跌至“几乎为零”。 此次崩盘导致一周内市值蒸发近 450 亿美元。 

由于约 20 万名韩国 Luna 投资者在此次事故中蒙受损失， 韩国投资者团体宣布将对 Terraform Labs 提起集体诉讼。 韩国政府还宣布将对权提起刑事指控。 多名投资者已向律师事务所 LKB & Partners LLC 和 Kisung LLC 签署了诉讼协议。      
在美国，2022年6月17日，Patterson 诉 TerraForm Labs Pte Ltd. 案在美国加利福尼亚北区地方法院處理。  指控包括招揽未注册证券，同时误导投资者。
2022年9月，針对 Kwon、Terraform Labs、Nikolaos Alexandros Platias 和 Luna Foundation Guard 的5690 万美元集体诉讼於新加坡高等法院處理。 
2023年2月，美国金融监管机构指控權和 TerraForm Labs “策划了数十亿美元的加密资产证券欺诈案”。 
2024年4月5日，美国纽约南区地方法院的陪审团裁定權和 Terraform Labs PTE Ltd. 因欺骗加密资产证券投资者而负有责任。  美国证券交易委员会表示，權和 Terraform 曾虚假声称其区块链用于韩国 Chai 应用程序上的商业交易。 

### 逮捕
2022年6月21日， YTN报道称，检察官正在考虑取消权的韩国护照。  2022年9月14日，韩国法院以违反韩国资本市场法的指控对权等六人发出了逮捕令。   检察官办公室表示，这六人均位于新加坡。  2022年9月19日，首尔南部地方检察院表示，他们已启动将权列入国际刑警组织红色通缉令名单并吊销其护照的程序。  2022年12月，韩国当局表示，他们认为权藏匿在塞尔维亚，而該國与韩国没有签订引渡条约。 
2023年3月23日，权在试图使用伪造的哥斯达黎加文件前往迪拜时，在黑山波德戈里察机场被捕，该國与韩国和美国均未签订引渡条约。    他还被发现携带伪造的比利时旅行证件。 被捕后，他被曼哈顿的一个联邦大陪审团指控犯有八项罪名，包括证券欺诈、商品欺诈、电信欺诈和共谋。 一个月后， KBS 新闻报道称，在 TerraUSD 倒闭之前，权某已向Kim &amp; Chang律师事务所汇款 90亿韩元，相当于 700 万美元。 
2023年5月11日，权对使用伪造的哥斯达黎加护照的指控表示不认罪。   2023年6月19日，权和 Terraform Labs 前财务官因使用伪造护照被黑山法院判处四个月监禁。 权对法院判决提出上诉，但在黑山最高法院败诉。 
2023年11月，黑山高等法院批准将權引渡至韩国或美国。将其引渡回韩国的最终决定是由黑山司法部长做出的。  
2024年1月11日，權的律师要求将SEC 诉 Terraform Labs案的审判推迟至 2024年3月中旬，以便他可以被引渡到美国并参加审判。  1月21日，Terraform Labs 在美国宣布根据第 11 章破产，其资产和负债在 1 亿至 5 亿美元之间。  2024年2月，他的前财务官被下令从黑山引渡到韩国。 
2024年3月5日，黑山上诉法院推翻了早先将权引渡至美国的判决，并命令其重審，以确定是否应将权引渡至美国或韩国。 
2024年8月12日，黑山最高法院推迟将權引渡至韩国。该决定是根据最高国家检察官办公室的要求做出的，并推迟了波德戈里察高等法院和上诉法院先前的裁决。延期将持续到最高法院审查这些决定的合法性为止。  
2024年10月18日，黑山宪法法院暂时中止引渡，等待审查其上诉。此次暂停推翻了最高法院先前的授权司法部长继续引渡的决定。 
2024年12月，在最高法院的另一项裁决中，司法部长拥有最终决定权，并且权同意被引渡到美国或韩国后，部长博扬·博佐维奇 (Bojan Bozovic) 下令将权引渡到美国，因为美国符合引渡的法定标准。 
据韩国特别检察院称，权在黑山被捕后，仍提取了价值约 3500 万美元的现金。     

## 个人生活
权给女儿取名为露娜 (Luna)，并在推特上宣布女儿将于 2022年4月出生，“我最亲爱的创造物以我最伟大的发明命名。” 
2022年5月12日，一名声称损失约 200 万美元的个人投资者闯入權的高层公寓大楼，要求其道歉。     结果，权的妻子向警方申请紧急保护，韩国警方也开始调查此事。   
2022年10月，在接受Unchained Podcast采访时，权被问及韩国政府宣布其韩国护照无效一事，他回答说：“哦，反正我也不使用它，所以我看不出这对我有什么影响。” 当被问及他是否有另一本护照时，权表示他不愿意回答与此或他的旅行计划有关的问题。  2023年，权称自己持有哥斯达黎加合法护照。 

## 榮譽
- 2019年：入选《福布斯》30 位 30 岁以下精英– 亚洲 – 金融与风险投资[19]